# مسيرة موت

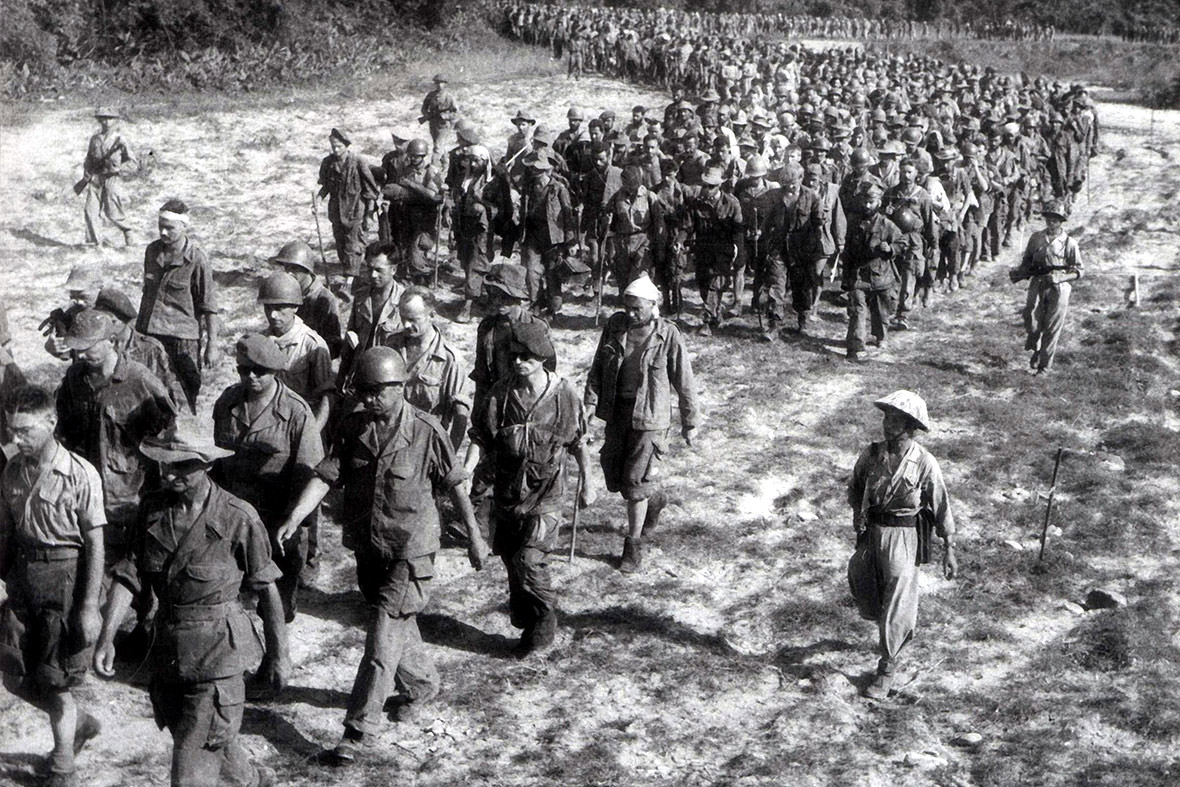
إجبار الجنود الفرنسيين الأسرى في ديان بيان فو على السير لمسافة تزيد عن 600 كم من بينهم 10,863 سجيناً ، أعيد منهم 3,290 فقط بعد أربعة أشهر.

مسيرة الموت هي أي موكب جبري يُفرض على أسرى الحرب أو كل من كان على شاكلتهم من أسرى، أو مُعتقلين، أو مساجين، أو مُرحّلين، بغرض القتل، أو الإضعاف، أو التنكيل، أو تحطيم أكبر قدر ممكن منهم نفسيًّا أو معنويًا على طول الطريق، وهو ما يصنع الفارق بينه، أي الموكب الجنائزي، وبين الترحيل الشائع للمُعتقلين على الأقدام، كما تشمل المواكب الجنائزية على الإفراط في استخدام القوة ضد المُرحّلين، علاوة على إجبارهم على القيام بأعمال شاقة تُحبط من حالة المُساقين الصحّية، إضافة إلى اتباع سياسات منتظمة من التجويع، والتعطيش، والإهانة والتعذيب، وإعدام المُعتقلين العاجزين عن إتمام مسيرة الموكب، والتي دائمًا ما تنتهي إلى أحد معسكرات أسرى الحرب، أو معسكرات الاعتقال، أو تستمر حتى وفاة جميع المُعتقلين كما كان الحال إبان مذابح الأرمن، وتندرج المواكب الجنائزية الآن تحت جرائم الحرب بعد توقيع اتفاقية جنيف الرابعة.

## أمثلة

### قبل الحرب العالمية الثانية

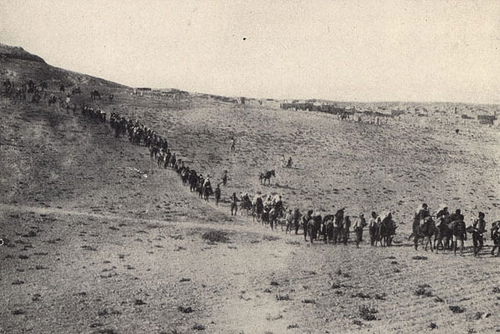
مسار الأرمن داخل بادية الشام.

- في كتاباته عن تجارة الرقيق في شرق أفريقيا ومشاهداته فيما يختص هذا المجال، كتب المستكشف والمُبشّر ديفيد ليفينغستون تعليقًا على مشهد لفتاة إفريقية مقتولة وملقاة في عرض الطريق، وبسؤال المارة أكتشف أنها لقت حتفها على يد أحد تُجّار الرقيق العرب إما طعنًا أو رميًا بالرصاص بعد أن استشاط غضبًا لعدم قدرتها على استكمال المسير مما عرّضه لخسارة الثمن الذي دفعه مقابل شرائها مُسبقًا.[2]
- كانت المواكب الجنائزية جزءًا من حركة إزالة الهنود في الولايات المتحدة عام 1831، حيث أُجبر ما يقرب من 6,000 نسمة من قبيلة تشوكتاو على مغادرة مسيسيبي والتوجّه إلى أوكلاهوما، ولم يصل منهم سوى 4,000 فرد فقط بحلول عام 1832.[3]
- بعد انتصارها في حرب الكريك، قام الجيش الأمريكي بترحيل 2,500 فرد شعب مسكوكي إلى ألاباما كأسرى حرب مكبّلين بالأغلال،[4] بينما قامت بترحيل الباقين منهم، وعددهم قُرابة 12,000 نسمة، إلى أوكلاهوما، وما أن وصلوا هناك حتى لقى 3,500 فرد منهم حتفهم نتيجة إصابتهم بالأمراض المُعدية أثناء الترحال.[5]
- في عام 1838 أجبر أندرو جاكسون، سابع رؤساء الولايات المتحدة، قبيلة شيروكي على الرحيل غربُا صوب أوكلاهوما، وهو ما عُرف لاحقًا باسم أثر الدموع، حيث سقط ما يقرُب من 4,000 فرد من الرجال، والنساء، والأطفال أثناء هذه الرحلة.[6]
- يذكر التاريخ مقتل ما لا يقل عن 1,500,000 فرد أثناء مذابح الأرمن والتي امتدت فيما بين عامي 1915 و1918 تحت ستار الحرب العالمية الأولى، حيث عمدت جماعة تركيا الفتاة على تطهير تركيا من الأرمن، مما ترتّب عليه نفي أعداد كبيرة من السكان الأرمن وإبعادهم عن أرمينيا الغربية وإجبارهم على سلك طريقهم داخل بادية الشام،[7] حيث تعرّضت أعداد كبيرة منهم للاغتصاب، والتعذيب والقتل في طريقهم لخمسة وعشرين معسكرًا من معسكرات الاعتقال، شُيّدوا في بادية الشام خصيصًا لاحتواء الأرمن، أشهرها معسكرات دير الزور التي شهدت مقتل 300,000 أرميني،[8] من جانبها تنفي الحكومات التركية المُتعاقبة مثل هذه المزاعم.

### أثناء الحرب العالمية الثانية

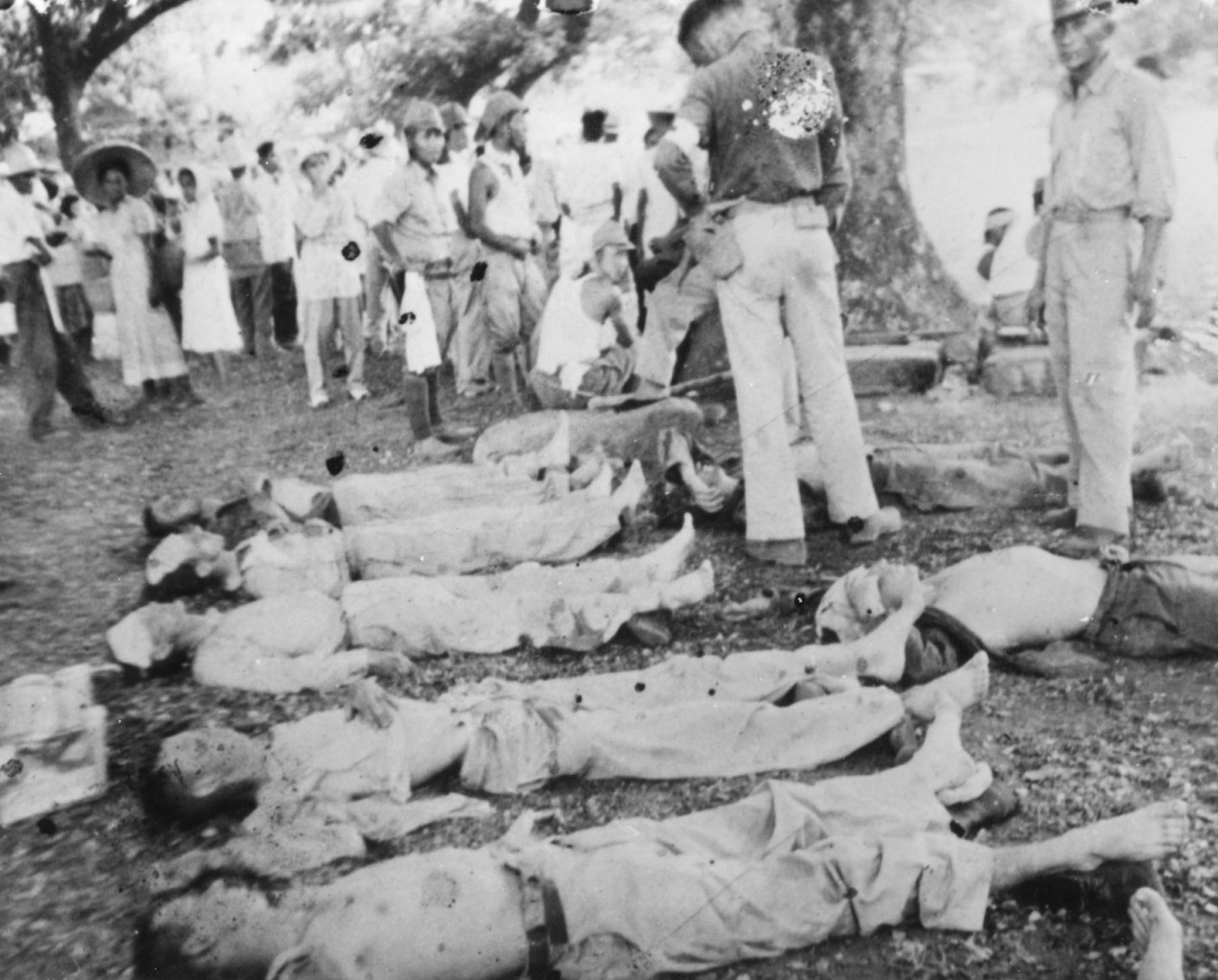
جانب من ضحايا موكب باتآن الجنائزي.

- أثناء عملية بارباروسا، وتحديدًا فيما بين عامي 1914 و1942، قامت القوات الألمانية بتسيير العديد من المواكب الجنائزية بعد إيقاعها بأعداد غفيرة من أسرى الحرب السوفيت كجزء من الجرائم النازية ضد أسرى الحرب السوفييت.
- على مسرح عمليات الباسيفيكي، قام الجيش الإمبراطوري الياباني باتباع سياسة المواكب الجنائزية للتخلص من غالبية الأسرى وتحطيم عزائم الباقين منهم على قيد الحياة، ومن أشهر المواكب الجنائزية اليابانية موكب باتآن الجنائزي عام 1942، ومواكب سانداكان الجنائزية عام 1945.
- استُخدم مصطلح المواكب الجنائزية في سياق تأريخ الحرب العالمية الثانية من جانب المؤرخين والضحايا على حد سواء للإشارة إلى حركة الانتقالات الجبرية التي فرضتها ألمانيا النازية على الآلاف من السجناء فيما بين عامي 1944 و1945 وإرغامهم على مغادرة معسكرات الاعتقال النازية التي أضحت قريبة من خطوط المواجهة إلى معسكرات أخرى داخل ألمانيا، ومن أشهر تلك المواكب موكب يناير من عام 1945 بعد اجتياح الجيش الأحمر لبولندا المُحتلّة وقبل تسعة أيام من وصوله لمعسكر اعتقال أوشفيتز، حيث قامت عناصر من الوحدة الوقائية بإخلاء المعسكر من كافة السجناء البالغ عددهم 60,000 سجينًا وترحيلهم سيرًا على الأقدام إلى معسكر آخر بالقُرب من مدينة فلاديسواف شلاسكس والتي تبعُد عن معسكر أوشفيتز بنحو 35 ميلُا، ومنها أستقل السجناء عربات السكك الحديدية التي نقلتهم بالتباعية إلى معسكرات اعتقال متفرّقة، وقد بلغ عدد ضحايا هذه العمليات نحو 15,000 سجين.[9][10]

### بعد الحرب العالمية الثانية

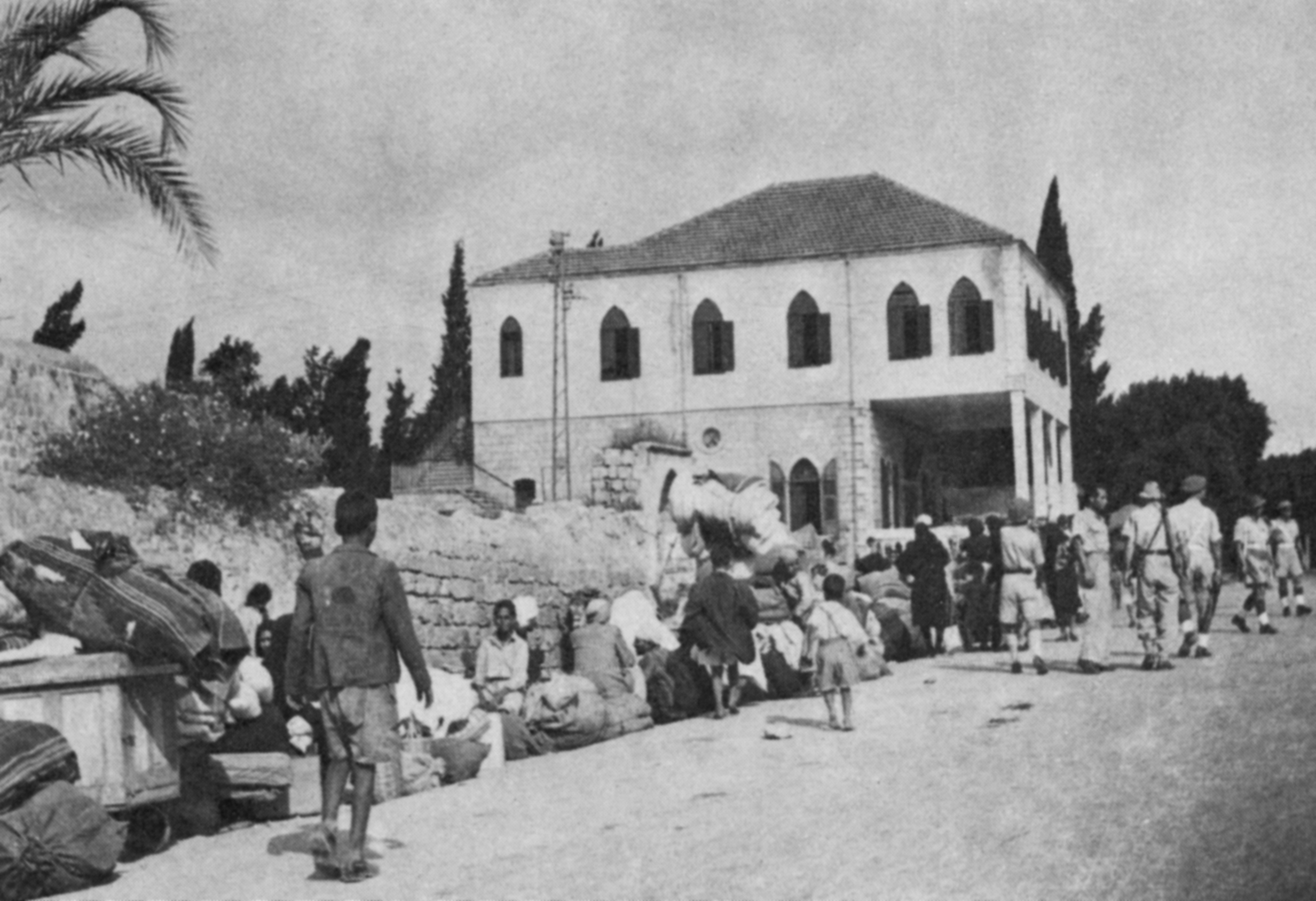
رحيل الفلسطينيون عن الرملة.

- أثناء الحرب العربية الإسرائيلية الأولى، أجبرت القوات الإسرائيلية 70,000 فلسطيني عربي على النزوح من مدنتي الرملة والْلُدّ فيما عُرف لاحقًا باسم موكب الْلُدّ الجنائزي.[11]
- في شتاء عام 1951 وأثناء الحرب الكورية، أُجبر 200,000 من جنود فيلق الدفاع الوطني الكوري الجنوبي على السير لمدة ثلاثة أسابيع متواصلة ولمسافة بلغت 300 ميل بُناءًا على أوامر قادتهم، حيث لقى أكثر من 90,000 جندي مصرعهم أما بسبب للإرهاق أو الإصابة بالأمراض المُعدية أثناء الطريق كنتيجة مباشرة لاختلاس القادة للأموال الخاصة بالاعتمادات العسكرية.[12]
- أثناء الحرب الكورية، تعرّض الأسرى لدى كوريا الشمالية إلى ما عُرف باسم "موكب النمر الجنائزي"، عندما تعرضت كوريا الشمالية للغزو من قِبل قوات الأمم المتحدة، حيث قامت القوات الكورية الشمالية بإخلاء معسكرات الأسرى أثناء انسحابها حتى نهر يالو على الحدود الكورية الصينية، حيث بدأ ما يقرب من 845 أسيرًا، من بينهم 80 أسير غير مُقاتل، المسيرة من مانبو متجهين أعالي النهر صوب مقاطعة تشونغانغ في الحادي والثلاثين من أكتوبر عام 1950، والتي أدركوها بحلول الثامن من نوفمبر، وبعد مرور عام من هذه المسيرة لم يبق سوى 300 من الأسرى على قيد الحياة، وسُمّيت هذه المسيرة بموكب النمر الجنائزي نسبة إلى القائد الكوري الشمالي المسئول عنه والذي عُرف باسم النمر، ومن بين سجناء هذا الموكب جورج بليك الضابط بجهاز الاستخبارات البريطاني المتمركز في سول أثناء الحرب، والذي أصبح عميلًا مزدوجًا لصالح جهاز الاستخبارات السوفيتية بعد وقوعه في الأسر.[13]
- الإخلاء القسري للعاصمة الكمبودية بنوم بنه وترحيل أكثر من 2,500,000 نسمة إلى المناطق الريفية على يد الخمير الحمر فيما بين عامي 1975 و1979.

## طالع أيضًا
- فرار وطرد الألمان (1944–1950)
- قائمة حملات التطهير العرقي
- اتفاقية التبادل السكاني بين اليونان وتركيا 1923
- تهجير الفلسطينيين 1948